# Organschaft
Eine Organschaft ist die Zusammenfassung von rechtlich selbständigen Unternehmen zu einer Besteuerungseinheit. Dabei wird ein rechtlich selbständiges Unternehmen (die Organgesellschaft) in ein anderes rechtlich selbständiges Unternehmen (den Organträger) dergestalt integriert, dass die steuerlichen Vorgänge der Organgesellschaft grundsätzlich dem Organträger als eigene zugerechnet werden. Beide Unternehmen erscheinen dadurch insoweit als ein einheitlicher Steuerpflichtiger, ohne ihre rechtliche Selbständigkeit zu verlieren.
Die steuerliche Behandlung der Organschaft wird auch als Gruppenbesteuerung bezeichnet. Eine solche Gruppenbesteuerung ist in einigen Ländern auch länderübergreifend zulässig, sodass die Steuerlast durch die Verluste ausländischer Tochterfirmen gesenkt werden kann.

## Organschaft in Deutschland
Organschaften sind bei der Körperschaftsteuer und der Gewerbesteuer zulässig und bei der Umsatzsteuer bei Vorliegen der gesetzlichen Voraussetzungen gegeben. Die Voraussetzungen für die körperschaftsteuerliche und gewerbesteuerliche Organschaft einerseits und der umsatzsteuerlichen Organschaft sind nicht deckungsgleich.

### Umsatzsteuerliche Organschaft
Eine Organschaft für Zwecke der Umsatzsteuer (§ 2 Abs. 2 Nr. 2 UStG) führt dazu, dass nur ein Unternehmer im Sinne des UStG vorliegt. Dazu kann der Organträger jeder Unternehmer im Sinne des § 2 UStG sein. Nach § 2 Abs. 2 Nr. 2 UStG können nur juristische Personen Organgesellschaften sein. Nach Rechtsprechung des Bundesfinanzhofs gelten im Sinne dieser Bestimmung des Umsatzsteuergesetzes auch Personengesellschaften in der Rechtsform der GmbH & Co. KG als juristische Personen. Die Auslegung des Begriffes im Umsatzsteuerrecht weicht damit von der Auslegung in anderen Rechtsgebieten ab. Die Organschaft betrifft nur die im Inland gelegenen Unternehmensteile. Weitere Voraussetzung ist die finanzielle, wirtschaftliche und organisatorische Eingliederung der Organgesellschaft in das Unternehmen des Organträgers.
- Finanzielle Eingliederung liegt vor, wenn der Organträger mittelbar oder unmittelbar mehr als 50 % der Stimmrechte der Organgesellschaft hält. Eine Ausnahme galt nach der Rechtsprechung des V. Senats für Personengesellschaften. Danach dürfen bei GmbH & Co. KG als Organgesellschaft ausschließlich der Organträger oder Personen, die in das Unternehmen des Organträgers finanziell eingegliedert sind, an der Personengesellschaft beteiligt sein.[2] Der Europäische Gerichtshof hat dazu jedoch am 15. April 2021 entschieden, dass Art.11 der Mehrwertsteuer-Systemrichtlinie dieser zusätzlichen Voraussetzung für die Eingliederung entgegensteht.[3]  Der XI. Senat sah schon vor dieser Entscheidung eine GmbH & Co. KG als Organgesellschaft, ohne eine hundertprozentige Beteiligung des Organträgers zu verlangen.[4]
- Wirtschaftliche Eingliederung verlangt, dass das Organträgerunternehmen und die Organgesellschaft hinreichend eng miteinander wirtschaftlich verflochten sind. Dies kann beispielsweise dann der Fall sein, wenn eine Besitzgesellschaft einer Betriebsgesellschaft ein wesentliches Wirtschaftsgut zur Verfügung stellt oder der Vertrieb des Organträgers über die Organgesellschaft erfolgt.[5] Ein unentgeltlicher Leistungsaustausch bzw. die Erbringung von wirtschaftlichen Leistungen, welche nur von unerheblicher Bedeutung sind (z. B. unwesentliche Büro-/Reinigungsarbeiten), genügen hierbei nicht.
- Organisatorische Eingliederung stellt bisher darauf ab, dass der Organträger in der Lage ist, auf der Geschäftsführungsebene der Organgesellschaft eine von seinem Willen abweichende Entscheidung jederzeit verhindern zu können. Der BFH hat diesbezüglich entschieden, dass es notwendig sei, eine Organgesellschaft im Sinne eines Über- und Unterordnungsverhältnisses beherrschen zu können.[6] Demnach muss der Organträger in der Lage sein, jederzeit seinen eigenen Willen auf der Geschäftsführungsebene der Organgesellschaft auch tatsächlich durchsetzen zu können.

Die Rechtsfolge der Organschaft ist, dass Leistungsbeziehungen zwischen Organträger und Organgesellschaft (Organkreis) nichtsteuerbare Innenumsätze sind und damit keine Umsatzsteuer geschuldet wird. Außenumsätze, d. h. Leistungen an Leistungsempfänger außerhalb des Organkreises, unterliegen nach allgemeinen Regeln der Umsatzbesteuerung.
Die umsatzsteuerliche Organschaft beginnt, sobald der Tatbestand erfüllt ist. Verträge zwischen den Gesellschaften des Organkreises sind nicht Tatbestandsvoraussetzung. Es ist unerheblich, ob die betroffenen Unternehmen vom Bestehen der Organschaft wussten oder hätten wissen müssen. Es kommt nicht auf einen Antrag oder einen Feststellungsbescheid seitens der Finanzverwaltung an. Maßgebend für die nationale Regelung der umsatzsteuerlichen Organschaft ist Art.11 der Mehrwertsteuer-Systemrichtlinie. Von dessen Vorgaben darf der deutsche Gesetzgeber nur dann abweichen, wenn dies erforderlich ist, um Steuerhinterziehung oder missbräuchliche Gestaltungen zu verhindern.

### Körperschaftsteuerliche und gewerbesteuerliche Organschaft
Eine Organschaft für Zwecke der Körperschaftsteuer (§ 14 KStG) und Gewerbesteuer (§ 2 Abs. 2 Satz 2 GewStG, so genannte Betriebsstättenfiktion) bewirkt grundsätzlich eine Zurechnung aller Gewinne und Verluste der Organgesellschaft (Tochtergesellschaft) zu denen des Organträgers (Muttergesellschaft).
Die folgenden Erläuterungen und Voraussetzungen der Organschaft sind in den §§ 14 bis § 17 KStG geregelt. Die Gewerbesteuer setzt lediglich eine körperschaftsteuerlich bestehende Organschaft voraus.

#### Organträger
Organträger kann eine unbeschränkt steuerpflichtige natürliche Person, eine nicht steuerbefreite Körperschaft, Personenvereinigung oder Personengesellschaft sein. Ferner kann auch eine inländische, im Handelsregister eingetragene Zweigniederlassung eines ausländischen gewerblichen Unternehmens Organträger sein. Anders als bei der Organgesellschaft muss der Organträger gewerblich tätig sein. Bei Kapitalgesellschaften ist dies immer der Fall (§ 8 Abs. 2 KStG). Personengesellschaften (an denen natürliche Personen beteiligt sein können) können nur Organträger sein, wenn sie originär gewerblich i. S. d. § 15 Abs. 1 S. 1 Nr. 1 EStG tätig sind und selbst die Anteile an der Kapitalgesellschaft halten, § 14 Abs. 1 S. 1 Nr. 2 S. 2 und 3 KStG.

#### Organgesellschaft
Organgesellschaft können nur Kapitalgesellschaften sein – SE (Europäische Aktiengesellschaft), AG, GmbH und KGaA; andere Körperschaften sind nicht organgesellschaftsfähig. Eine GmbH & atypisch stille Gesellschaft kann weder Organgesellschaft noch Organträgerin sein. Auch eine lediglich vermögensverwaltende Gesellschaft ist organgesellschaftsfähig. Darüber hinaus müssen sich Sitz und Geschäftsleitung der Organgesellschaft im Inland befinden (doppelter Inlandsbezug).
Nachdem die Europäische Kommission und der EuGH diesen doppelten Inlandbezug als europarechtlich unzulässig bemängelt haben, wurde in dem BMF-Schreiben vom 28. März 2011 im Vorgriff einer Gesetzesänderung festgelegt, dass eine im EU/EWR-Ausland gegründete Kapitalgesellschaft mit Geschäftsleitung in Deutschland auch als Organgesellschaft fungieren kann.
Die Gesetzesänderung wurde durch das Gesetz zur Änderung und Vereinfachung der Unternehmensbesteuerung und des steuerlichen Reisekostenrechts am 20. Februar 2013 vollzogen (BGBl. I S. 285).
Damit wurde die Rechtslage, wie sie das BMF-Schreiben vom 28. März 2011 auf Verwaltungsebene geschaffen hat, kodifiziert. In Zukunft können demnach europäische Kapitalgesellschaften mit statutarischem Sitz im EU/EWR-Ausland und Sitz der Geschäftsleitung im Inland taugliche Organgesellschaften sein. Eine grenzüberschreitende Organschaft wird trotzdem aufgrund der Voraussetzung des Ergebnisabführungsvertrags weiterhin nicht möglich sein, da dieser Unternehmensvertrag in Europa weitestgehend unbekannt ist.

#### Voraussetzungen
Voraussetzung für die ertragsteuerliche Anerkennung sind die finanzielle Eingliederung und der auf mindestens fünf Jahre abgeschlossene und während seiner gesamten Geltungsdauer durchgeführte Ergebnisabführungsvertrag (im Sinne des § 291 Abs. 1 AktG) zwischen Organträger und Organgesellschaft gemäß § 14 KStG.

##### Finanzielle Eingliederung
Finanzielle Eingliederung liegt vor, wenn der Organträger an der Organgesellschaft von Beginn des Wirtschaftsjahres an ununterbrochen mehrheitlich beteiligt war – und zwar dergestalt, dass dem Organträger die Mehrheit an den Stimmrechten aus den Anteilen an der Organgesellschaft zusteht. Im Regelfall fallen Anteile und die Zahl der Stimmrechte zusammen, Abweichungen ergeben sich, wenn Anteile mit mehrfachem Stimmrecht vorhanden sind und/oder stimmrechtslose Anteile existieren. Mittelbare Beteiligungen können mit anderen mittelbaren und unmittelbaren Beteiligungen zusammengefasst werden; sichergestellt werden muss nur, dass der Organträger die Organgesellschaft mit Blick auf die Stimmrechte tatsächlich lenken kann.

##### Ergebnisabführungsvertrag
Der Ergebnisabführungsvertrag muss auf mindestens fünf Jahre geschlossen und in dieser Zeit auch tatsächlich durchgeführt werden. Der Begriff Ergebnisabführungsvertrag wird in § 291 Abs. 1 AktG nicht verwendet, dort wird vielmehr der juristische Begriff „Gewinnabführungsvertrag“ benutzt. Inhaltlich trifft dieser aktienrechtliche Terminus allerdings nur bedingt zu, schließlich ist im Rahmen der Organschaft nicht nur der gesamte Gewinn der Organgesellschaft an den Organträger abzuführen, sondern der Organträger ist im Gegenzug auch verpflichtet, die gesamten Verluste der Organgesellschaft zu übernehmen. Der Begriff „Ergebnisabführungsvertrag“ entspricht daher eher dem Wesen der aktienrechtlichen Verbundenheit, die sowohl Gewinnabführung als auch Verlustübernahmeverpflichtung beinhaltet. Gem. § 14 Abs. 1 Nr. 4 KStG ist es unschädlich, wenn Gewinnrücklagen gebildet werden, die bei vernünftiger kaufmännischer Beurteilung wirtschaftlich begründet sind.

#### Grenzüberschreitende Verlustverrechnung
Eine grenzüberschreitende Organschaft ist auf Grund der verpflichtenden unbeschränkten Steuerpflicht des Organträger und der Organgesellschaft nicht möglich. Grundsätzlich können auch trotz Welteinkommensprinzip im (DBA-)Ausland entstandene Verluste einer Konzerngesellschaft nicht mit inländischen Gewinnen verrechnet werden, da auch die ausländischen Gewinne i. d. R. nach dem jeweiligen einschlägigen Doppelbesteuerungsabkommen im Inland steuerbefreit sind.
Allerdings ist es nach der Marks-&-Spencer-Entscheidung des EuGH unter bestimmten Voraussetzungen europarechtlich geboten, eine grenzüberschreitende Verlustverrechnung bei finalen Verlusten zwischen Mutter und einer Tochter im EU/EWR-Ausland zuzulassen.

#### Mehrmütterorganschaft
Bei der körperschaftsteuerlichen und gewerbesteuerlichen Organschaft waren bis zum Veranlagungszeitraum 2002 auch sogenannte Mehrmütterorganschaften möglich. Eine Mehrmütterorganschaft lag vor, wenn mehrere gewerbliche, organträgerfähige Unternehmen ein gewerbliches Unternehmen unterhielten und gemeinsam eine Organschaft bildeten. Mit dem Gesetz zur Fortentwicklung des Unternehmenssteuerrechts vom 20. Dezember 2001 (BGBl. I S. 3922) wurde die von Finanzverwaltung und Rechtsprechung diskutierte Mehrmütterorganschaft zunächst gesetzlich verankert, ab dem Veranlagungszeitraum 2003 ist die Mehrmütterorganschaft dann allerdings durch das Steuervergünstigungsabbaugesetz vom 16. Mai 2003 (BGBl. I S. 660) vollständig abgeschafft worden.

## Gruppenbesteuerung in Österreich
Mit dem Steuerreformgesetz 2005 hat Österreich eine grenzüberschreitend wirkende Gruppenbesteuerung etabliert. Verluste einer ausländischen Tochterkapitalgesellschaft können in Höhe der Beteiligungsquote gegen das österreichische Ergebnis verrechnet werden. Entstehen in einem späteren Jahr wieder Gewinne in der ausländischen Gesellschaft, sind diese dem österreichischen Ergebnis wieder hinzuzurechnen (Recapture). Diese Regelung kann auch als Anreiz für Konzerne dienen, ihre Zentrale in einem Staat mit Gruppenbesteuerung anzusiedeln.

### Voraussetzungen
Finanziell verbundene Körperschaften können eine Unternehmensgruppe bilden, die aus einem Gruppenträger und Gruppenmitgliedern besteht. Finanziell verbunden ist ein Unternehmen bei einer Beteiligung größer 50 %. Die Beteiligung kann direkt oder mittelbar (auch über eine Personengesellschaft) bestehen. Zusätzlich muss der Gruppenträger auch die Mehrheit der Stimmrechte an dem Gruppenmitglied haben (§ 9 öKStG). Gruppenträger kann auch eine Beteiligungsgemeinschaft sein. Zwei oder mehrere Gesellschafter können eine Mehrmüttergruppe bilden. Ein Beteiligter muss mindestens 40 %, jeder weitere mindestens 15 % halten. Weiters können auch ausländische Kapitalgesellschaften Gruppenträger sein, sofern die Beteiligungen an den Gruppenmitgliedern einer in einem österreichischen Firmenbuch eingetragenen Zweigniederlassung der ausländischen Kapitalgesellschaft zuzurechnen sind. Gruppenmitglieder können österreichische Kapitalgesellschaften, Erwerbs- und Wirtschaftsgenossenschaften, Versicherungsvereine auf Gegenseitigkeit im Sinne des Versicherungsaufsichtsgesetzes und Kreditinstitute im Sinne des Bankwesengesetzes sein. Weiters können ausländische Kapitalgesellschaften, die ausschließlich mit österreichischen Gesellschaften finanziell verbunden sind, Gruppenmitglieder sein.
Die finanzielle Verbundenheit muss während des gesamten Wirtschaftsjahres des Gruppenmitgliedes vorliegen. Die Unternehmensgruppe muss für mindestens drei Jahre bestehen. Bei Ausscheiden eines Mitgliedes vor Ablauf von drei Jahren sind die ohne Gruppe maßgeblichen steuerlichen Verhältnisse anzuwenden. Tritt ein ausländisches Gruppenmitglied aus der Gruppe aus, so erfolgt stets unabhängig von der Dauer der Zugehörigkeit zur Gruppe auf Ebene des Gruppenträgers eine Nachversteuerung der diesem zugerechneten Verluste des ausländischen Gruppenmitgliedes.

### Wirkung
Grundsätzlich werden 100 % des steuerlichen Ergebnisses dem unmittelbar beteiligten Gruppenmitglied bzw. dem Gruppenträger zugewiesen. Bei Beteiligungsgemeinschaften wird das Ergebnis anteilsmäßig auf die Mitglieder der Beteiligungsgemeinschaft aufgeteilt. Hat die Gruppe nur einen Gruppenträger, so werden diesem 100 % des Ergebnisses des Gruppenmitgliedes zugewiesen. Bei inländischen Gruppenmitgliedern erfolgt eine Zuweisung der Gewinne und Verluste. Bei ausländischen Gruppenmitgliedern werden dem inländischen Gruppenträger nur die Verluste zugewiesen und dies stets nur in Höhe der tatsächlichen Beteiligungsquote. Steuerumlagen, die zwischen Gruppenträger und Gruppenmitgliedern bezahlt werden, sind steuerlich neutral. Vorgruppenverluste (Verlustvorträge vor Gruppenbildung), können nur mit Gewinnen des Gruppenmitgliedes verrechnet werden. Teilwertabschreibungen an Gruppenmitgliedern sind nicht abzugsfähig. Es besteht jedoch die Möglichkeit, bei Erwerb eines betriebsführenden inländischen Gruppenmitgliedes durch den Gruppenträger bis maximal 50 % des Firmenwertes des Gruppenmitgliedes auf Ebene des Gruppenträgers über einen Zeitraum von 15 Jahren linear abzuschreiben.

### Deutschland
- Körperschaftsteuergesetz (KStG)
- Gewerbesteuergesetz (GewStG)
- Umsatzsteuergesetz (UStG)
- Aktiengesetz (AktG)
- Handelsgesetzbuch (HGB)

### Österreich
- Steuerreformgesetz 2005 (PDF; 109 kB)
- § 9 KStG